# La Vila Joiosa (kommun)
La Vila Joiosa (valencianska) eller Villajoyosa (spanska) är en kommun i Spanien.   Den ligger i provinsen Provincia de Alicante och regionen Valencia, i den sydöstra delen av landet, 400 km sydost om huvudstaden Madrid. Antalet invånare är 33 293. Arean är 20,5 kvadratkilometer. La Vila Joiosa gränsar till Aigües, El Campello, Finestrat och Orxeta. 
Terrängen i La Vila Joiosa är huvudsakligen platt, men norrut är den kuperad.